# Zuismo

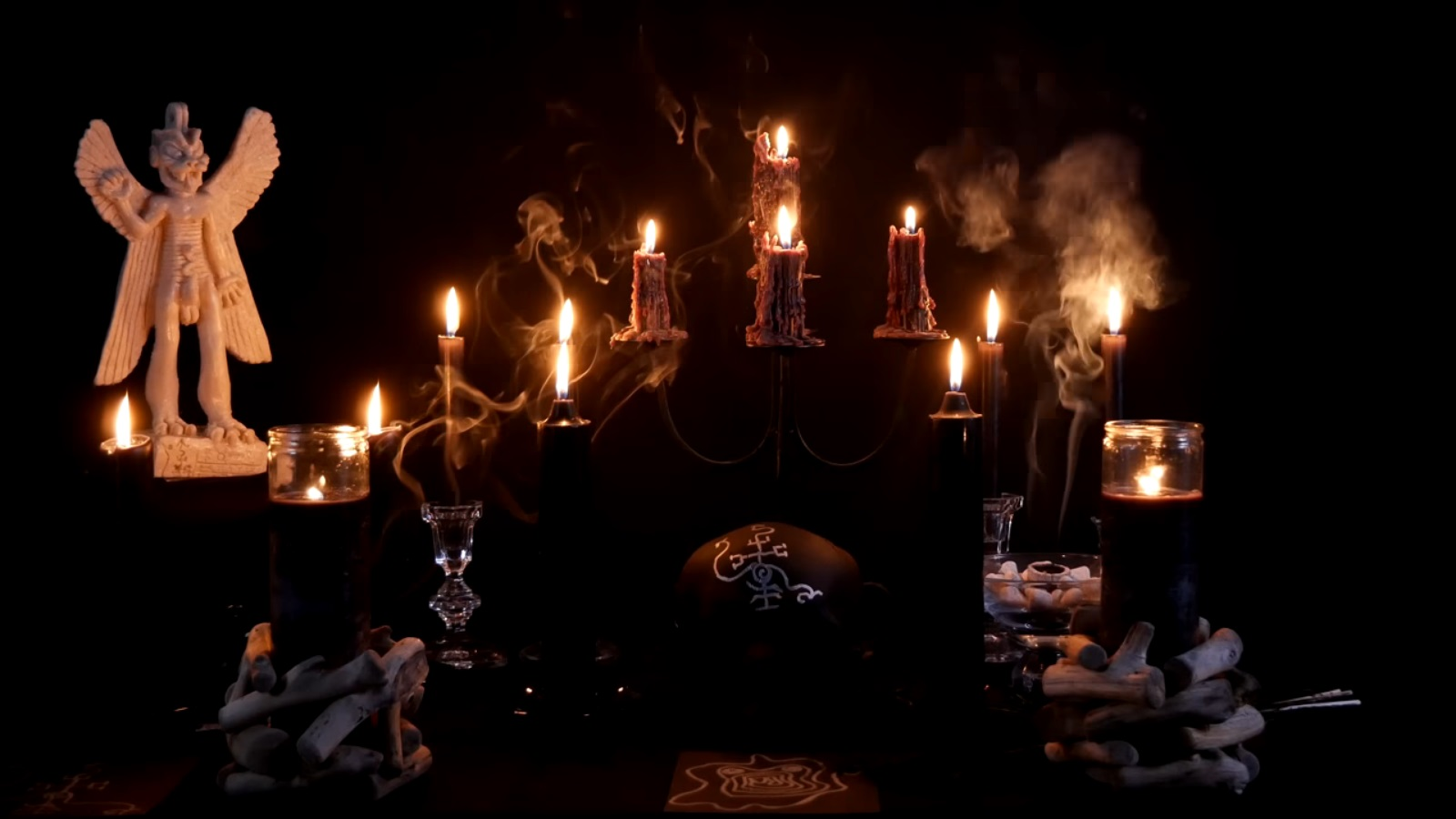
Un altar zuísta dedicado a Pazuzu perteneciente a un practicante estadounidense de cultos mesopotamicos.

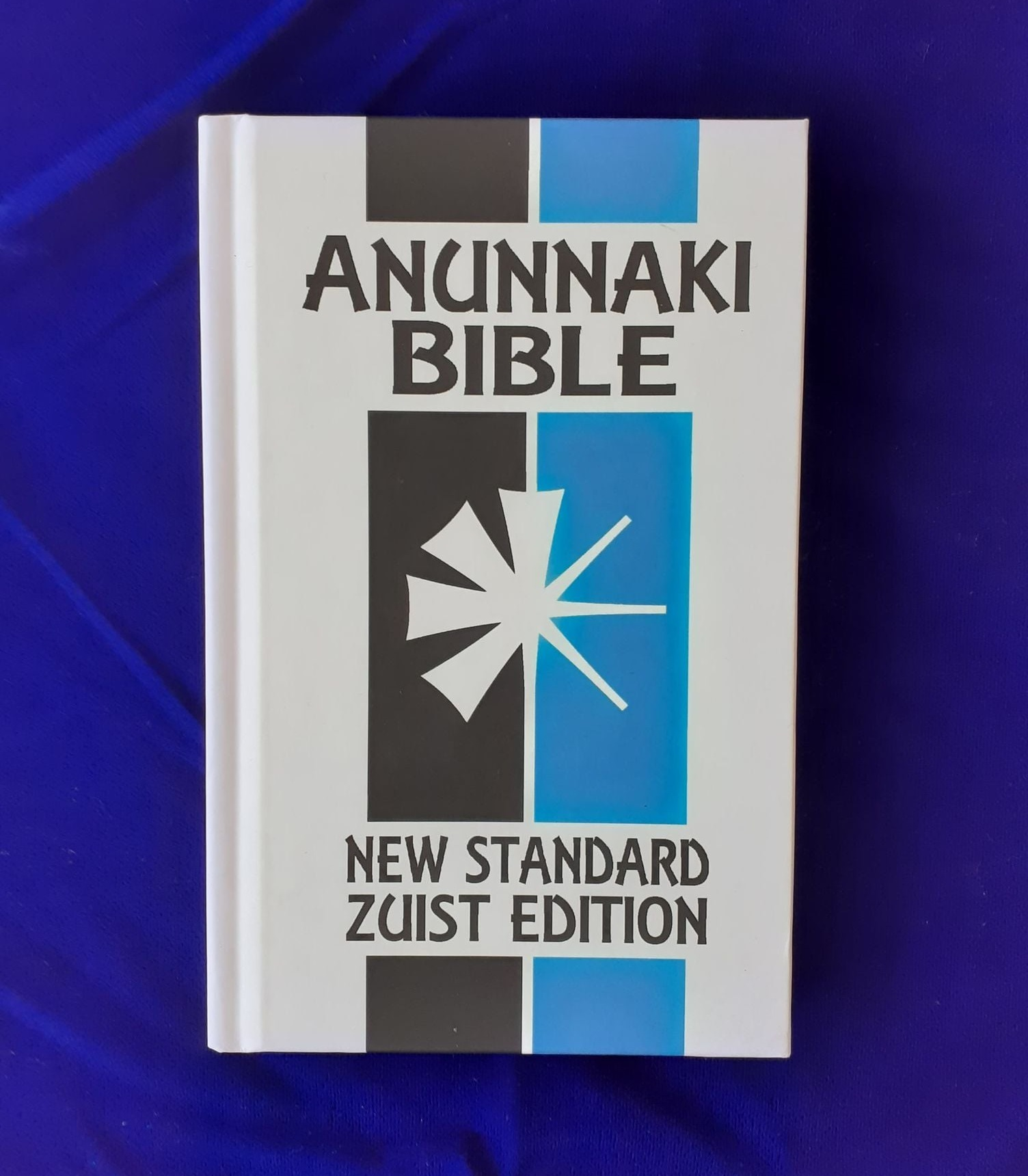
A Bíblia Anunnaki do zuísmo marduquita.

El zuismo (inglés: Zuism; árabe: الزوئية al-Zuiyya), también conocido como neopaganismo sumerio-semítico o neopaganismo mesopotámico-cananeo, también conocido como natib qadish (ugarítico: ntb qdš 𐎐𐎚𐎁𐎟𐎖𐎄𐎌), es un movimiento religioso internacional que revive las religiones sumeria y semítica, mesopotámica y cananea.
Existen grupos zuístas o zuitas en los Estados Unidos, Europa Occidental, Europa del Este y Oriente Medio.
Sus orígenes se remontan a las décadas de 1960 y 1970 entre los neopaganos en Hungría, especialmente Ferenc Badiny Jós (1909–2007), quien escribió la Biblia magiar y fundó la "Iglesia Húngara" zuísta. El neopaganismo mesopotámico también ha sido cultivado por el autor esotérico estadounidense Joshua Free, quien ha difundido sus doctrinas desde 2008 bajo el nombre de "zuismo marduquita".
En Islandia, una organización zuista local, la Zuism trúfélag, reconocida oficialmente por el estado en 2013, se utilizó para eludir el impuesto a las religiones y protestar contra los vínculos entre religión y estado. La mayoría de los adherentes son jóvenes, conectados a Internet y personas ya desafiliadas del cristianismo.

## Etimología
La palabra "zuismo" proviene del verbo sumerio zu 𒍪 (acadio: idû), que significa "saber", "conocer". "Zuismo" por lo tanto significa "religión del conocimiento", y la palabra fue utilizada por primera vez por el zuísta estadounidense Joshua Free a mediados de la década de 2000. Las palabras natib y qadish provienen del idioma ugarítico, idioma de la antigua ciudad-estado cananea de Ugarit. Natib significa "camino" y qadish significa "sagrado". Juntos, natib qadish por lo tanto significa "camino sagrado". Los seguidores de esta religión se llaman qadish, en plural qadishuma, y los sacerdotes, hombres y mujeres, se llaman respectivamente qadishu y qaditshu.

## Tipos de zuismo

### Zuismo húngaro
El primer movimiento zuísta organizado fue iniciado por el asiriólogo húngaro Ferenc Badiny Jós (1909–2007), Ida Bobula, y otros autores como Tibor Baráth, Victor Padányi, y András Zakar, en las décadas de 1960 y 1970 entre los neopaganos húngaros que buscaban conectar los orígenes de los húngaros con los antiguos sumerios. Ferenc Badiny Jós, quien emigró a Buenos Aires, Argentina, fundó una "Iglesia Húngara" (Magyar Egyház) de tradición sumeria, cuyo legado continúa hasta el día de hoy entre los zuístas (neopaganos sumerios) en Hungría. Un legado importante de Badiny Jós es su Biblia magiar de tradición sumeria.

### Zuismo marduquita

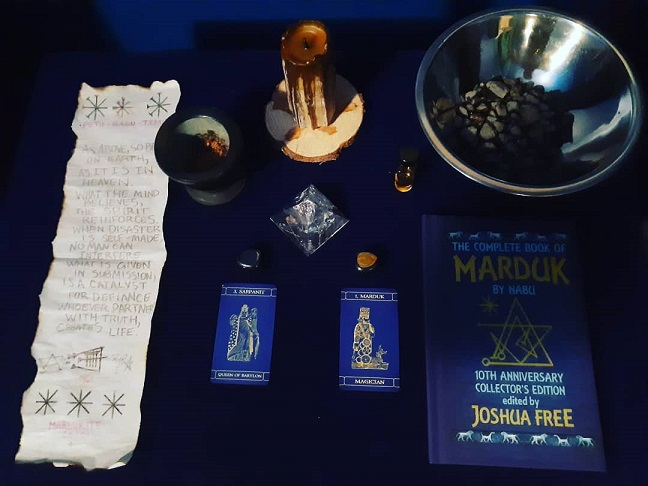
Altar de un zuísta marduquita canadiense. En la portada del Book of Marduk se encuentra el merkabah (carro) zuísta, el medio de conexión con los siete Anunnaki y la trinidad suprema (Anu, Enlil, Enki).

El zuismo marduquita (Mardukite Zuism) es una doctrina zuísta fundada por el autor esotérico estadounidense Joshua Free en 2008 e incorporado por la "Iglesia Fundadora del Zuismo Marduquita" (Founding Church of Mardukite Zuism). Sus libros religiosos incluyen la Anunnaki Bible New Standard Zuist Edition, el Mardukite Zuist Necronomicon, The Power of Zu y los otros muchos escritos de teoría y práctica del mismo autor. Joshua Free define el zuísmo como una "sistemología" y "tecnología espiritual" para la autorrealización, es decir, la reunión del yo con Dios, y, además de "conocimiento", le da a zu el significado de "conciencia", y lo interpreta como la energía radiante que impregna a todos los seres vivos.

### Zuismo iraquí
El asiriólogo ruso V. V. Yemelyanov ha documentado el surgimiento de un neopaganismo zuista en Irak a principios de la década de 2010, con la difusión de oraciones a los dioses mesopotámicos en idioma árabe.

### Zuismo cananeo
El zuismo reconstruccionista cananeo es una pequeña comunidad en el Israel contemporáneo. Tiene antecedentes en el movimiento cultural y literario del canaanismo entre los judíos en la Palestina británica en la década de 1940, especialmente en la obra de Yonatan Ratosh (1908–1981), nacido como Uriel Helpern en Varsovia, Polonia. El zuismo cananeo también se llama natib qadish, una expresión creada por la adherente estadounidense Tess Dawson a principios de la década de 2000. El adherente israelí Elad Aaron ha formulado una ideología cultural para el redescubrimiento político de la religión pandeísta cananea llamada "nuevo canaanismo re-sionista (Shni-Tzioni)".

### Zuismo islandés
La "Asociación de Fe del Zuismo" (Zuism trúfélag) es una organización religiosa zuísta reconocida por el gobierno en Islandia en 2013, cuando se enmendó la ley islandesa para permitir que más religiones no cristianas se registren en el estado. La Zuism trúfélag fue fundada años antes, en 2010, por Ólafur Helgi Þorgrímsson, quien la dejó en una etapa temprana de desarrollo.
A finales de 2015, la dirección de la Zuism trúfélag de Islandia fue conferida por un grupo de miembros tempranos conocido como el "Consejo de Ancianos". Bajo el nuevo líder Ísak Andri Ólafsson, la Zuism trúfélag se convirtió en un medio de protesta contra las principales iglesias apoyadas por el gobierno y contra la imposición de un impuesto a todos los contribuyentes, pagable a su religión si tenían uno registrado; después de que comenzara la protesta, más de 3.000 miembros se unieron en un corto período de tiempo a fines de 2015. Islandia requiere que los contribuyentes se identifiquen con una de las religiones reconocidas por el estado, o con una religión no reconocida o sin religión; se paga un impuesto (de aproximadamente 80 dólares estadounidenses, 50 libras esterlinas en 2015) a la religión pertinente, si se reconoce, pero correrá directamente al gobierno si no se declara una religión. La Zuism trúfélag, a diferencia de otras religiones, promete devolver el dinero que recibe del impuesto.
Ágúst Arnar Ágústsson y la nueva junta que dirige Ísak Andri Ólafsson iniciaron una disputa judicial por el liderazgo de la organización. Ágúst Arnar Ágústsson fue finalmente reinstalado como líder del movimiento y, en octubre de 2017, después de dos años de actividad congelada, el caso se cerró permitiendo a la iglesia deshacerse de sus cargos y reembolsar a sus miembros. En 2020, Ágúst Arnar Ágústsson y su hermano Einar fueron acusados de fraude y lavado de dinero después de establecer empresas fantasmas para canalizar los fondos del gobierno que la iglesia estaba recibiendo para ellos mismos. Los fundadores habían recibido previamente sentencias por varias estafas.

## Bibliografía

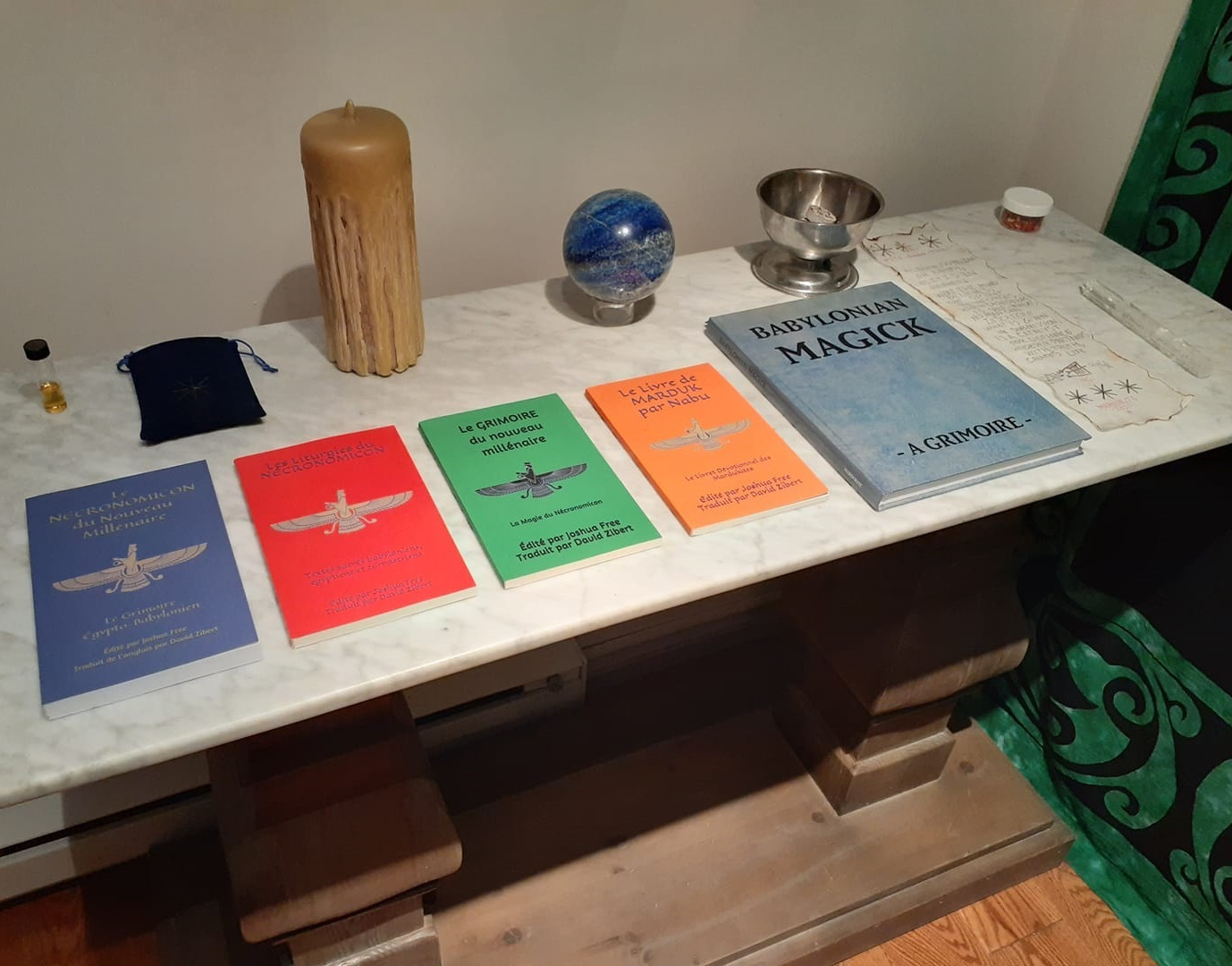
Altar de un practicante canadiense del zuísmo con algunas de las escrituras del movimiento: la edición francesa de los libros del Mardukite Zuist Necronomicon y Babylonian Magick de Joshua Free.

### Trabajos académicos
- Ádám Kolozsi, "Social Constructions of the Native Faith: Mytho-historical Narratives and Identity-discourse in Hungarian Neo-paganism", Central European University Nationalism Studies Program, 2012
- Elena L. Boldyreva y Natalia Y. Grishina, "Internet Influence on Political System Transformation in Iceland", Proceedings of the International Conference Internet and Modern Society (IMS-2017), 2017, pp. 225–229, doi:10.1145/3143699.3143710
- David G. Bromley, "Zuism (Iceland)", World Religion and Spirituality Project, Virginia Commonwealth University, 2018
- Jared Wolfe, "ZU: The Life of a Sumerian Verb in Early Mesopotamia", University of California, 2015
- Nóra Kovács, "A diaszpóra visszavándorlásának ideológiai vonatkozásai Közép-Kelet Európában: Badiny Jós Ferenc Magyarországon", Hungarian Diasporas, 2019
- Réka Szilárdi, "Neopaganism in Hungary: Under the Spell of Roots", en Kaarina Aitamurto y Scott Simpson (eds.), Modern Pagan and Native Faith Movements in Central and Eastern Europe, 2013, pp. 230–248, ISBN 978-1844656622
- Shai Feraro, "The Return of Baal to the Holy Land: Canaanite Reconstructionism among Contemporary Israeli Pagans", Nova Religio, 20(2): 59–81, 2016, doi:10.1525/nr.2016.20.2.59
- Shai Feraro, "Two Steps Forward, One Step Back: The Shaping of a Community-Building Discourse among Israeli Pagans", Israel Studies Review, 29(2): 57–77, 2014, doi: 10.3167/isr.2014.290205